# Kaitlyn Christianová
Kaitlyn Christianová (* 13. ledna 1992 Orange, Kalifornie) je americká profesionální tenistka, deblová specialistka. Ve své dosavadní kariéře na okruhu WTA Tour vyhrála jeden turnaj ve čtyřhře. Jednu deblovou trofej získala v sérii WTA 125K. V rámci okruhu ITF získala jeden titul ve dvouhře a třináct ve čtyřhře.
Na žebříčku WTA byla ve dvouhře nejvýše klasifikována v září 2017 na 570. místě a ve čtyřhře pak v únoru 2019 na 38. místě.
V letech 2010–2014 hrála univerzitní tenis na University of South Carolina se sídlem v Columbii, kde vystudovala sociologii. V roce 2013 vyhrála se spolužačkou Sabrinou Santamariovou čtyřhru na národním mistrovství NCAA. Po absolvování roku 2014 se stala profesionálkou. Ve sportovním filmu Souboj pohlaví z roku 2017 na dvorci dublovala Emmu Stoneovou v roli Billie Jean Kingové a v titulcích byla uvedena také jako představitelka Australanky Kerry Melvilleové.

## Tenisová kariéra
V rámci událostí okruhu ITF debutovala v únoru 2008, když na turnaj v kalifornské La Quintě s dotací 25 tisíc dolarů obdržela divokou kartu. V úvodním kole podlehla Italce Antonelle Serre Zanettiové ze čtvrté světové stovky.
Debut v hlavní soutěži nejvyšší grandslamové kategorie zaznamenala ve smíšené soutěži US Open 2013, do níž obdržela s krajanem Dennisem Novikovem divokou kartu. V úvodním kole však získali jen dva gamy na pozdější vítěze Andreu Hlaváčkovou s Bělorusem Maxem Mirným. Ženskou čtyřhru si poprvé zahrála po boku spoluhráčky z univerzity Sabriny Santamariové na US Open 2015, opět po zisku divoké karty. V zahajovacím zápase uhrály tři gamy na pozdější newyorské šampionky a členky prvního světového páru, Martinu Hingisovou se Saniou Mirzaovou. Společně se pak v roli náhradnic probojovaly až do semifinále Western & Southern Open 2018 v Cincinnati, kde je vyřadila belgicko-nizozemská dvojice Elise Mertensová a Demi Schuursová.
Do premiérového finále na okruhu WTA Tour postoupila ve čtyřhře Abierto Mexicano Telcel 2018 v Acapulku, když ve finále se Santamariovou podlehly německo-britské dvojici Tatjana Mariová a Heather Watsonová po dvousetovém průběhu. V páru s Chilankou Alexou Guarachiovou pak neuspěla v přímých bojích o deblový titul na lucemburském BGL Luxembourg Open 2019 a petrohradském St. Petersburg Ladies Trophy 2020.

## Finále na okruhu WTA Tour
| Legenda                                      |
| -------------------------------------------- |
| D – dvouhra; Č – čtyřhra                     |
| Grand Slam (0)                               |
| Turnaj mistryň (0)                           |
| Premier Mandatory & Premier 5 / WTA 1000 (0) |
| Premier / WTA 500 (0–3 Č)                    |
| International / WTA 250 (1–2 Č)              |

### Čtyřhra: 6 (1–5)
| Stav       | č. | datum           | turnaj                 | kategorie     | povrch    | spoluhráčka          | soupeřky ve finále                      | výsledek         |
| ---------- | -- | --------------- | ---------------------- | ------------- | --------- | -------------------- | --------------------------------------- | ---------------- |
| Finalistka | 1. | 3. března 2018  | Acapulco, Mexiko       | International | tvrdý     | Sabrina Santamariová | Tatjana Mariová Heather Watsonová       | 5–7, 6–2, [2–10] |
| Finalistka | 2. | 20. října 2019  | Lucemburk, Lucembursko | International | tvrdý (h) | Alexa Guarachiová    | Coco Gauffová Caty McNallyová           | 2–6, 2–6         |
| Finalistka | 3. | 16. února 2020  | Petrohrad, Rusko       | Premier       | tvrdý (h) | Alexa Guarachiová    | Šúko Aojamová Ena Šibaharaová           | 6–4, 0–6, [3–10] |
| Finalistka | 4. | 21. března 2021 | Petrohrad, Rusko       | WTA 500       | tvrdý (h) | Sabrina Santamariová | Nadija Kičenoková Ioana Raluca Olaruová | 6–2, 3–6, [8–10] |
| Finalistka | 5. | 26. září 2021   | Ostrava, Česko         | WTA 500       | tvrdý (h) | Erin Routliffeová    | Sania Mirzaová Čang Šuaj                | 3–6, 2–6         |
| Vítězka    | 1. | 27. února 2022  | Guadalajara, Mexiko    | WTA 250       | tvrdý     | Lidzija Marozavová   | Wang Sin-jü Ču Lin                      | 7–5, 6–3         |

## Finále série WTA 125
| Legenda                  |
| ------------------------ |
| D – dvouhra; Č – čtyřhra |
| WTA 125 (1–0 Č)          |

### Čtyřhra: 1 (1–0)
| Stav    | č. | datum       | turnaj              | povrch | spoluhráčka          | soupeřky ve finále                | výsledek              |
| ------- | -- | ----------- | ------------------- | ------ | -------------------- | --------------------------------- | --------------------- |
| Vítězka | 1. | květen 2021 | Saint-Malo, Francie | antuka | Sabrina Santamariová | Hayley Carterová Luisa Stefaniová | 7–6(7–4), 4–6, [10–5] |

## Tituly na okruhu ITF
| Legenda         | Legenda         |
| --------------- | --------------- |
| Turnaje W100    | Turnaje W80     |
| Turnaje W75/W60 | Turnaje W50     |
| Turnaje W35/W25 | Turnaje W15/W10 |

### Dvouhra (1 titul)
| Č. | datum      | turnaj             | kategorie | povrch    | soupeřka        | výsledek      |
| -- | ---------- | ------------------ | --------- | --------- | --------------- | ------------- |
| 1. | říjen 2016 | Tarakan, Indonésie | W10       | tvrdý (h) | Haruka Kadžiová | 5–7, 6–3, 6–2 |

### Čtyřhra (13 titulů)
| Č.  | datum         | turnaj                               | kategorie | povrch    | spoluhráčka             | soupeřky ve finále                          | výsledek            |
| --- | ------------- | ------------------------------------ | --------- | --------- | ----------------------- | ------------------------------------------- | ------------------- |
| 1.  | červenec 2009 | Atlanta, Spojené státy americké      | W10       | tvrdý     | Lindsey Nelsonová       | Amanda Finková Yasmin Schnacková            | 7–5, 7–6(2)         |
| 2.  | červen 2010   | Mt. Pleasant, Spojené státy americké | W10       | antuka    | Caitlin Whoriskeyová    | Petra Rampreová Shelby Rogersová            | 6–4, 6–2            |
| 3.  | červenec 2013 | Rimini, Itálie                       | W10       | antuka    | Sabrina Santamariová    | Giulia Gasparriová Lisa Sabinová            | 6–2, 6–1            |
| 4.  | únor 2015     | Surprise, Spojené státy americké     | W25       | tvrdý     | Jacqueline Caková       | Johanna Kontaová Maria Sanchezová           | 6–4, 5–7, [10–7]    |
| 5.  | březen 2015   | Metepec, Mexiko                      | W10       | tvrdý     | Maria Fernanda Alvesová | Victoria Rodríguezová Marcela Zacaríasová   | 2–6, 6–1, [15–13]   |
| 6.  | listopad 2016 | Stellenbosch, Jihoafrická republika  | W10       | tvrdý     | Chanel Simmondsová      | Valeria Bhunuová Linnea Malmqvistová        | 6–0, 7–6(3)         |
| 7.  | červen 2017   | Sumter, Spojené státy                | W25       | tvrdý     | Giuliana Olmosová       | Ellen Perezová Luisa Stefaniová             | 6–2, 3–6, [10–7]    |
| 8.  | říjen 2017    | Templeton, Spojené státy             | W60       | tvrdý     | Giuliana Olmosová       | Viktorija Golubicová Amra Sadikovicová      | 7–5, 6–3            |
| 9.  | říjen 2017    | Macon, Spojené státy                 | W80       | tvrdý     | Sabrina Santamariová    | Paula Cristina Gonçalvesová Sanaz Marandová | 6–1, 6–0            |
| 10. | únor 2018     | Midland, Spojené státy               | W100      | tvrdý (h) | Sabrina Santamariová    | Maria Sanchezová Jessica Pegulaová          | 7–5, 4–6, [10–8]    |
| 11. | únor 2018     | Rancho Santa Fe, Spojené státy       | W25       | tvrdý     | Sabrina Santamariová    | Eva Hrdinová Taylor Townsendová             | 6–7(6), 6–1, [10–6] |
| 12. | květen 2018   | Cagnes-sur-Mer, Francie              | W100      | antuka    | Sabrina Santamariová    | Věra Lapková Galina Voskobojevová           | 2–6, 7–5, [10–7]    |
| 13. | březen 2022   | Irapuato, Mexiko                     | W60       | tvrdý     | Lidzija Marozavová      | Anastasija Tichonovová Daniela Vismaneová   | 6–0, 6–2            |